# Technická univerzita Kaiserslautern
Technická univerzita Kaiserslautern je jedna ze čtyř univerzit ve spolkové zemi Porýní-Falc. V zimním semestru 2011/12 studovalo na univerzitě 13.581 studentů ve více než 65 studijních plánech a 65 studijních oborech. Byla založena 13. července 1970 zemskou vládou Porýní-Falc pod vedením Helmuta Kohla jako přírodovědecko-technicky orientovaná univerzita.

## Dějiny
Univerzita byla založena v roce 1969 jako část dvojuniverzity Trier-Kaiserslautern, aby dodala okrajovému městu nový impuls. V roce 1970 byl zahájena výuka se 191 studenty. Prvním rektorem (prezidentem) byl experimentální fyzik Helmut Ehrhardt, který byl v úřadu do roku 1981.

## Studijní obory
- Architektura
- Stavební inženýrství
- Biologie
- Chemie
- Elektronika a informační technologie
- Informatika
- Strojírenství a procesní inženýrství
- Matematika
- Fyzika
- Plánování [zdroj?] prostoru a životního prostředí
- Sociální vědy
- Ekonomie